# Corps Hildeso-Guestphalia Göttingen
Das Corps Hildeso-Guestphalia Göttingen ist eine farbentragende und pflichtschlagende Studentenverbindung im Kösener Senioren-Convents-Verband (KSCV). Sie vereint Studenten und Alumni der Georg-August-Universität Göttingen. Die Corpsmitglieder werden Hildesheimer Westfalen oder Hilden genannt.

## Couleur
Hildeso-Guestphalia hat die Farben lindgrün-weiß-schwarz mit silberner Perkussion. Dazu wird eine kleine lindgrüne Studentenmütze als Hinterhauptcouleur getragen. Wie alle Kösener Corps im SC zu Göttingen hat Hildeso-Guestphalia kein Fuchsband.
Der Wahlspruch des Corps ist Fortuna iuvat audacem. Der Wappenspruch ist Gladius ultor noster! Pectus amico, cuspis hosti!

## Geschichte

### Vorgeschichte

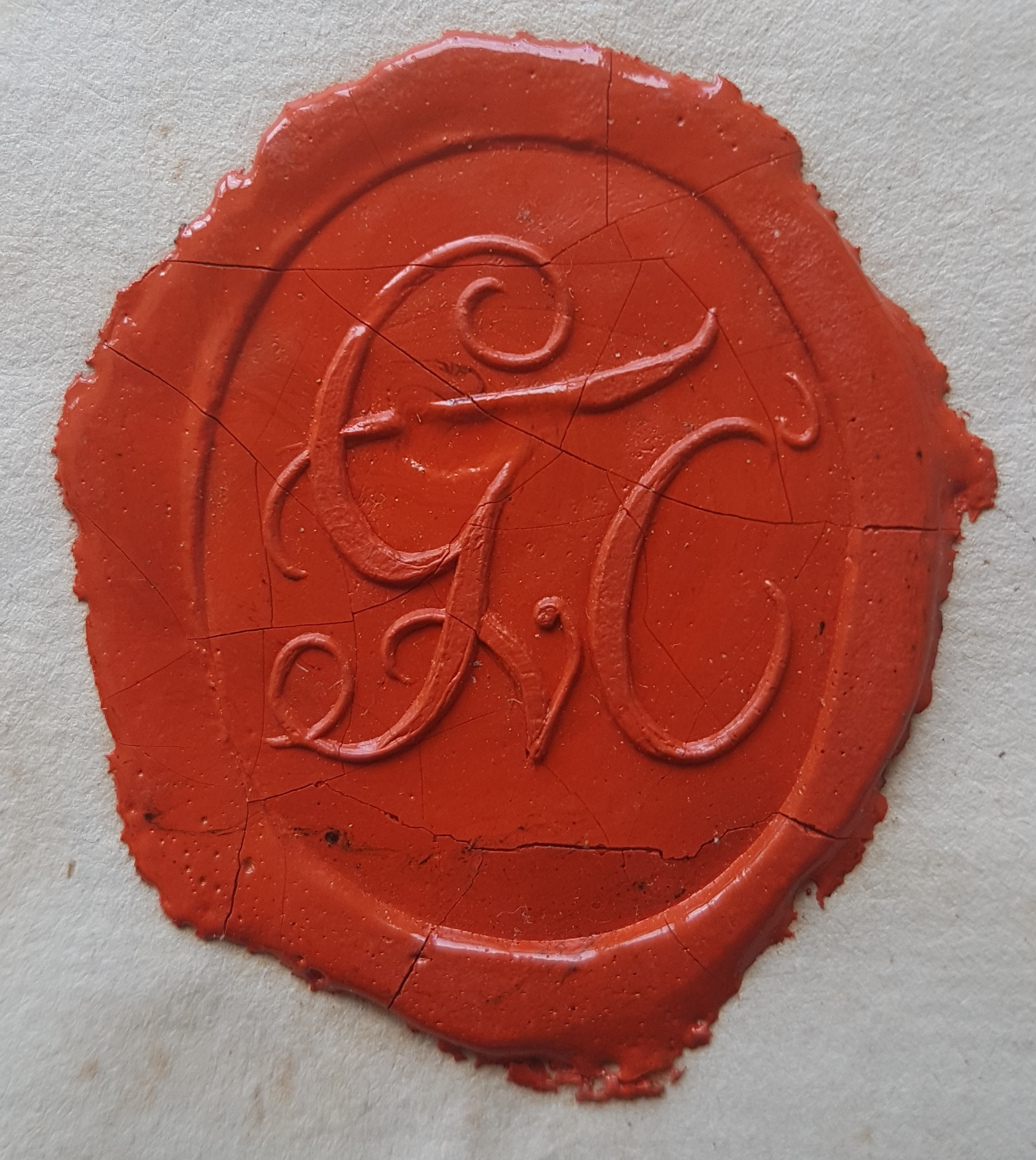
Siegel der Guestphalia Göttingen, 1812

Das Corps führt sich zurück auf eine 1772 in Göttingen gegründete Landsmannschaft der Westfälinger, deren Mitglieder blaue Uniformen mit roten Aufschlägen trugen. Eine Darstellung findet sich im Stammbuch Rupstein, das in Göttingen verwahrt wird. Ihr Wahlspruch war „Pro salute Guestphalorum“. Die westfälische Tradition wurde nach dem Untergang der Landsmannschaften alten Typs von dem 1801 gestifteten Corps Guestphalia Göttingen weitergeführt, dessen Existenz bis 1845 belegt ist und das bereits die Farben grün-weiß-schwarz trug. Mitglied des Corps wurde 1802 auch Karl von Bodelschwingh-Velmede, der spätere preußische Finanzminister. Eine Constitution dieser Guestphalia aus dem Jahr 1814 ist überliefert. Im Jahre 1824 schloss sich der Jurastudent Heinrich Heine den Westfalen an, die er in seinen späteren Werken (Die Harzreise, Deutschland. Ein Wintermärchen) mehrfach erwähnte. Auch als Jurastudent aus dem Westfälischen trat Wilhelm Emmanuel Freiherr von Ketteler, der spätere Bischof von Mainz und katholische Sozialreformer, dem Corps bei. Aufgrund des Duells Ketteler-Lohmann wurde er vom Universitätsgericht mit einer Karzerstrafe belegt.
Eine erste Verbindung mit dem Namen Hildesia und den Farben gelb-rot wurde in Göttingen wohl am 14. Februar 1820 gegründet, aber nach wenigen Semestern wieder aufgelöst. 1825 wurde sie erneuert. Sie führte später die Farben rot-gelb bzw. rot-gelb-gold und ist in Constitutionen der Jahre 1825 und 1836, einer Renoncen-Constitution des Jahres 1843 und einer Constitution der Mitkneipanten belegt.

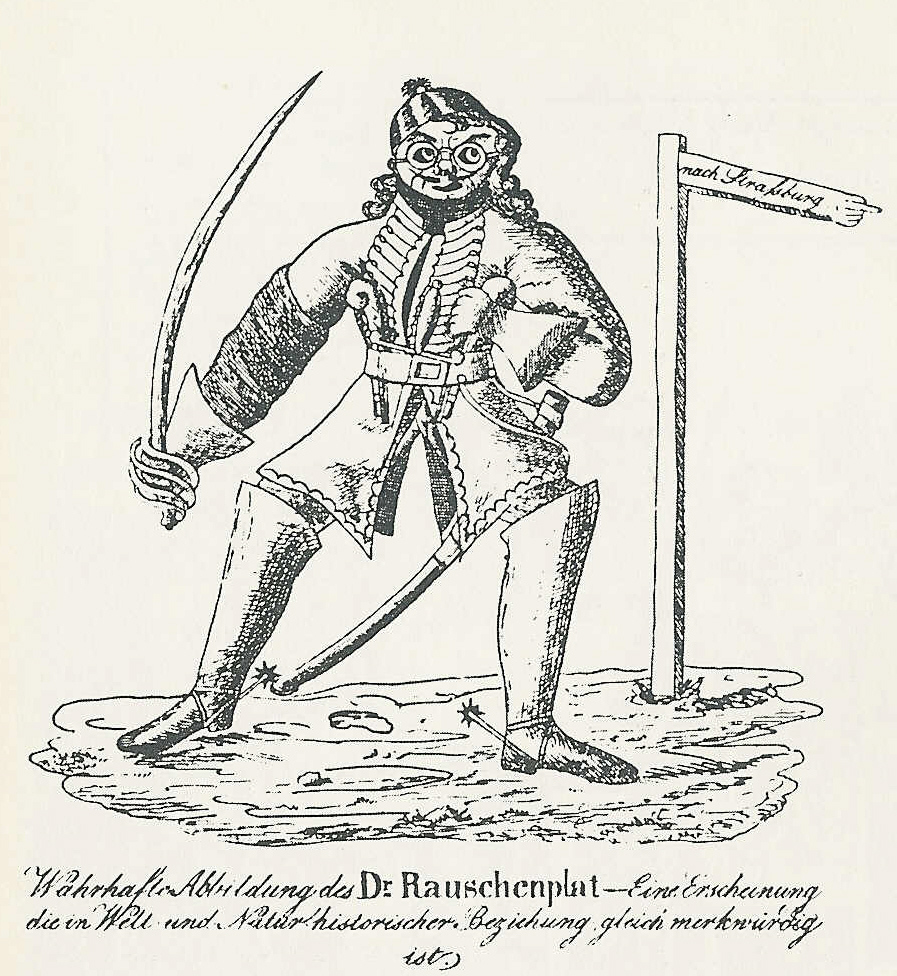
„Wahrhafte Abbildung des Dr. Rauschenplat – Eine Erscheinung die in Welt und Natur historischer Beziehung gleich merkwürdig ist.“ Anonymer Kupferstich von 1831

Der engere Kreis von Privatdozenten und Studenten um den Dozenten Johann Ernst Arminius von Rauschenplat gehörte zum Kern der Göttinger Revolution vom Januar 1831 und bestand aus Angehörigen der Guestphalia wie der Hildesia. Mit Steckbriefen wurden anschließend vier Dozenten und fünf Studenten aus beiden Corps behördlich verfolgt.

### Hildeso-Guestphalia
Später schlossen sich offenbar viele Westfalen der Verbindung Hildesia an, die sich am 6. August 1852 gegründet hatte. Deren Farben waren schwarz-rot-weiß, der Wahlspruch lautete „Fortuna iuvat audacem!“. Durch die große Mitgliederzahl – vor allem durch die vielen Studenten aus Westfalen – und aufgrund der Reputation, die sich die Hildesheimer auf der Mensur erworben hatten, kam der Gedanke auf, sich in ein Corps umzuwandeln. Der entsprechende Antrag wurde am 10. Juni 1854 gestellt und vom Göttinger Senioren-Convent (SC) einstimmig genehmigt. Da im Corps so viele Westfalen Mitglied waren, wurde der Name in Hildeso-Guestphalia geändert und die als typisch westfälisch empfundenen Farben grün-weiß-schwarz angenommen. Am 12. Juni 1854 trat Hildeso-Guestphalia in den Göttinger SC ein. Das offizielle Stiftungsdatum des Corps Hildeso-Guestphalia ist damit der 10. Juni 1854. Durch den Eintritt in den Göttinger SC ist das Corps Mitglied des Kösener SC-Verbandes. 1869 stellte das Corps den Vorsitzenden des Kösener Congresses.
Seit der Errichtung in den Jahren 1895/96 war Hildeso-Guestphalia das dritte Corps in Göttingen, das über ein eigenes Corpshaus verfügte. Ermöglicht wurde der Bau durch eine größere Spende der Witwe des Hildesheimer Westfalen Ludwig Heydenreich.
Wie alle Corps und Verbindungen traf der Nationalsozialismus das Corps Hildeso-Guestphalia schwer. 1933 wurde durch die Nationalsozialisten ein Couleurverbot erlassen. 1934 veranstaltete der Göttinger S.C. die letzte Demonstration. Letztlich wurden 1934 die Corps verboten und gezwungen, NS-Kameradschaften beizutreten. Dadurch wurde die Aktivität des Corps äußerst gehemmt, was im letzten Zug eine Suspension am 5. Oktober 1935 bedeutete. Das Corpshaus wurde 1937 an den NS-Verein „Haus der Deutschen Frau“ verkauft und ging 1942 ins Eigentum der NSDAP über. Als solches wurde es 1945 durch die Alliierten beschlagnahmt, stand zunächst unter treuhänderischer Verwaltung und wurde zu Wohnzwecken genutzt. 1952 konnte es durch den Altherren-Verein der Hildeso-Guestphalia zurückerworben werden.
Vom 30. auf den 31. August 1947 fand das erste Corpstreffen nach dem Krieg in Hameln statt. Dort wurde der Wunsch geäußert, das Corps solle sich ohne Fusion mit einem anderen Corps wieder auftun. Daraufhin fand im Frühsommer 1949 das erste Stiftungsfest nach dem Zweiten Weltkrieg in Göttingen statt. Am 2./3. Juni 1950 in alter Form rekonstituiert, konnte Hildeso-Guestphalia den aktiven Betrieb wieder aufnehmen. In der weiteren Entwicklung gab es auch Rückschläge. So musste das Corps vom 21. April 1979 bis zum 19. Juli 1984 erneut suspendieren.
Mit den Kösener Corps Saxonia Jena, Borussia Tübingen, Marcomannia Breslau, Saxonia Bonn sowie seinem langjährigen Traditionsverhältnis Vandalia Rostock bildet Hildeso-Guestphalia den roten Kreis im KSCV.

## Corpshaus

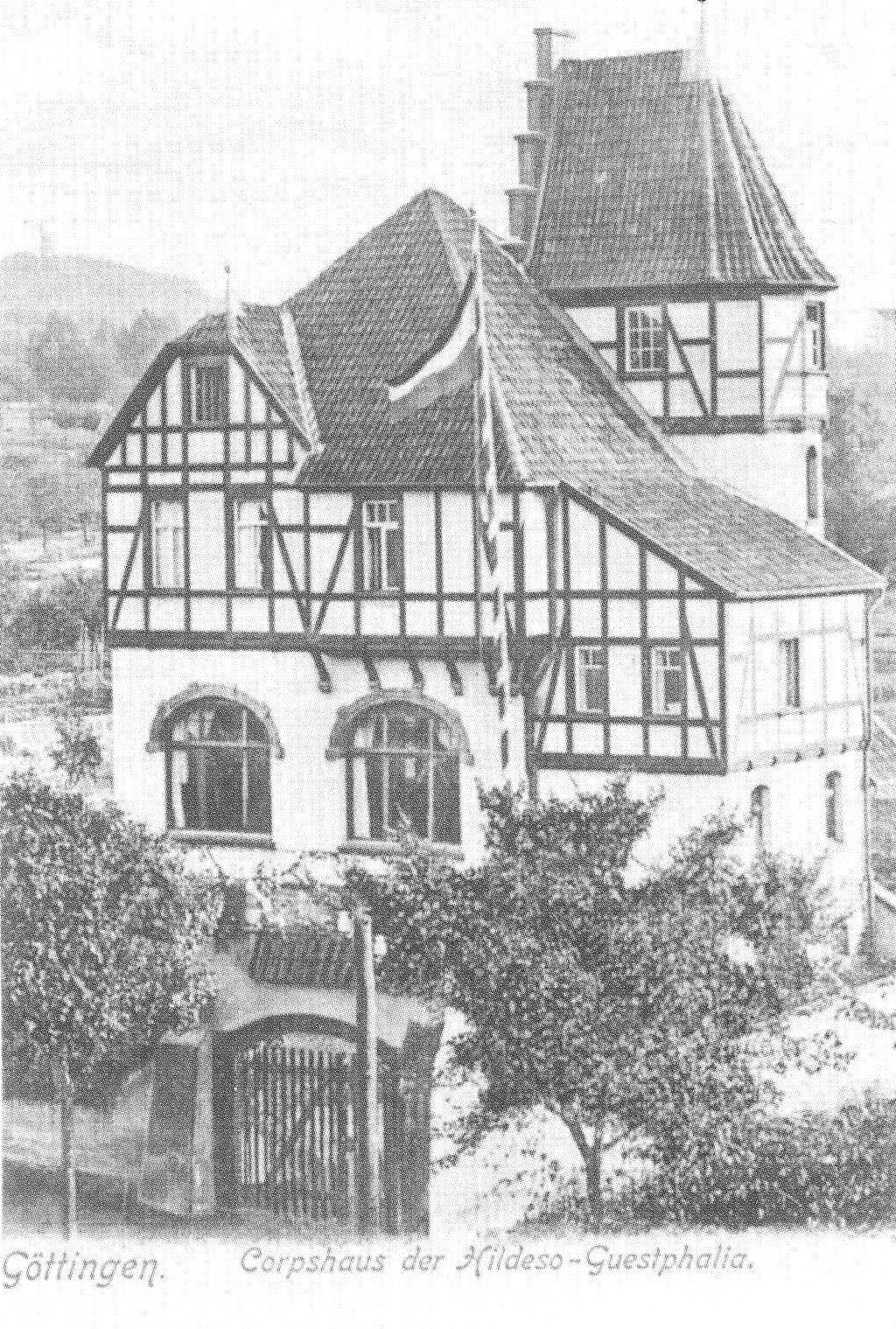
Corpshaus (1900)

Das Corpshaus in der heutigen Wilhelm-Weber-Straße 36 im Göttinger Ostviertel wurde 1895/96 nach einem Entwurf des Berliner Architekten und Regierungsbaumeisters Lothar Schoenfelder in Anlehnung an ein westfälisches Bauernhaus errichtet und am 4. März 1897 eingeweiht. Die Ausführung übernahm die Göttinger Baufirma Gebr. Krafft.
Das ursprüngliche Raumkonzept umfasste Kneipe, Speise- und Ablegezimmer im Parterre sowie weitere Zimmer im Obergeschoss und die Wirtschaftsräume im Keller. 1911 erfolgte ein größerer Aus- und Umbau nach Plänen des Architekten Otto Lüer aus Hannover (Ausführung: Fa. Gebr. Frankenberg, Northeim). Seither standen im Keller eine Kellerkneipe und ein Paukboden zur Verfügung. Die Zahl der Zimmer im Obergeschoss wurde vergrößert. Bei einer letzten größeren Erweiterung 1928 wurde die Gesamtnutzfläche auf ca. 850 m² gebracht.

## Bekannte Mitglieder
In alphabetischer Reihenfolge
- August Althaus (1839–1919), Philologe und Gymnasiallehrer, MdR
- Carl Wilhelm Althaus (1822–1907), Regierungsrat, MdHdA
- Gustav Augspurg (1837–1906), Bürgermeister in Lehe
- Matthias Aulike (1807–1865), Ministerialdirektor, Abgeordneter in der Frankfurter Nationalversammlung, preußischer Staatsrat
- Walther Ahrens (1910–1981), Hygieniker in Dresden
- Fritz Bacmeister (1840–1889), studentischer Fechter und Fechtmeister
- Hans Berckemeyer (1873–1957), Industriejurist im Bergbau
- Karl Boekholt (1902–1983), Pflanzenbauwissenschaftler
- Hans Peter Des Coudres (1905–1977), Jurist und Bibliothekar
- Adolf Ellissen (1815–1872), Literaturhistoriker und Politiker (Hildesia)
- Ludwig Enneccerus (1843–1928), Rechtslehrer (Bürgerliches Gesetzbuch)
- Paul Falkenberg (1848–1925), Botaniker in Rostock
- Erich Gerstenberg (1844–1929), Psychiater in Hildesheim
- Otto Gilbert (1839–1911), Bibliothekar und Altertumswissenschaftler
- Rolf Habild (1904–1970), Bankenjurist, Landrat
- Heinrich Heine (1797–1856), Dichter
- Karl Hoene (1857–1909), Rittergutsbesitzer, Landrat in Kulm
- Dietrich H. Hoppenstedt (* 1940), Präsident des Deutschen Sparkassen- und Giroverbandes
- Max Jaffé (1859–1909), Chirurg in Posen
- Wilhelm Emmanuel Freiherr von Ketteler (1811–1877), Bischof von Mainz und Politiker (Zentrumspartei)
- Wilhelm Kiesselbach (1839–1902), HNO-Professor in Erlangen
- Wilhelm Knappe (1855–1910), Kaiserlicher Generalkonsul, Auslöser des Konflikts um Deutsch-Samoa
- Walter Knop (1906–1991), Richter und Politiker (NSDAP)
- Richard Koenigs (1853–1921), Landrat des Kreises Lennep, Ehrenbürger von Lennep und Wermelskirchen
- Adolf Krome (1900–1979), Fabrikbesitzer, Mitglied des Niedersächsischen Landtags
- Ernst Küper (1835–1912), Erster Bürgermeister von Beuthen, Oberbürgermeister von Krefeld, MdHH
- Helmut Kuß (1906–2006), Oberstadtdirektor in Göttingen
- Friedrich Lancelle (1802–1893), Jurist, MdHdA
- Gustav Loges (1854–1919), Agrikulturchemiker
- Adolph Mayer (1839–1908), Mathematiker
- Johann Ernst Arminius von Rauschenplat (1807–1868), Rechtswissenschaftler (Hildesia)
- Wilhelm Rintelen (1797–1869), preußischer Jurist und Politiker
- Julius Sander (1838–1897), Rittergutsbesitzer, MdHdA
- Wilhelm Sauerwein (1872–1946), Staatsminister des Freistaats Mecklenburg-Strelitz
- Urban Schlönbach (1841–1870), Geologe und Paläontologe
- Holger Schroeter (* 1971), Kanzler der Ruprecht-Karls-Universität zu Heidelberg
- Ulrich Seibert (* 1954), Professor, Leiter des Referats für Gesellschaftsrecht im Bundesministerium der Justiz
- Wilhelm Selkmann (1818–1913), Oldenburgischer Staatsrat, Mitglied des Oldenburgischen Landtags und des Erfurter Unionsparlaments, Bevollmächtigter zum Bundesrat
- Carl Spude (1852–1914), Landrat des Kreises Bochum
- Franz Stadtmüller (1889–1981), Anatom und Studentenhistoriker
- Jodocus Temme (1798–1881), Politiker, Jurist und Schriftsteller
- Georg von Vincke (1811–1875), preußischer Beamter, Politiker und Rittergutsbesitzer
- Werner Wedemeyer (1870–1934), Jurist und Hochschullehrer, VAC-Vorsitzender
- Albert Weibezahn (1840–1898), Amtsgerichtsrat, MdHdA
- Otto Georg Hermann Willms (1866–1901), Jurist, ab 1899 Bürgermeister in Delmenhorst
- Wolfgang Wippermann (1945–2021), Neuhistoriker
- Emil Russell (1835–1907), Jurist, Bankier, Bürgermeister in Papenburg

## Das Corps in der Literatur
Heinrich Heine Guestphaliae Göttingen: Deutschland. Ein Wintermärchen
Ich dachte der lieben Brüder,
Der lieben Westfalen, womit ich so oft
In Göttingen getrunken,
Bis wir gerührt einander ans Herz
Und unter die Tische gesunken!
Ich habe sie immer so liebgehabt,
Die lieben, guten Westfalen,
Ein Volk, so fest, so sicher, so treu,
Ganz ohne Gleißen und Prahlen.
Wie standen sie prächtig auf der Mensur
Mit ihren Löwenherzen!
Es fielen so grade, so ehrlich gemeint,
Die Quarten und die Terzen.
Sie fechten gut, sie trinken gut,
Und wenn sie die Hand dir reichen
Zum Freundschaftsbündnis, dann weinen sie;
Sind sentimentale Eichen.
"Der Himmel erhalte dich, wackres Volk,"
"Er segne deine Saaten,"
"Bewahre dich vor Krieg und Ruhm,"
"Vor Helden und Heldentaten."
"Er schenke deinen Söhnen stets"
"Ein sehr gelindes Examen,"
"Und deine Töchter bringe er hübsch"
"Unter die Haube – Amen!"